# Климовский (Гомельский район)
Климовский (бел. Клі́маўскі) — посёлок в Ерёминском сельсовете Гомельского района Гомельской области Республики Беларусь.

## География

### Расположение
В 9 км от Гомеля, 5 км от железнодорожной станции Лазурная (на линии Жлобин — Гомель).

### Гидрография
На западе и севере мелиоративные каналы, соединённые с рекой Беличанка (приток реки Уза).

## Транспортная сеть
Рядом автодорога Пыхань — Гомель. Планировка состоит из короткой меридиональной улицы, застроенной двусторонне деревянными домами усадебного типа.

## История
Известен c 1926 года в Костюковском сельсовете Гомельского района Гомельского округа. В 1930 году создан колхоз «Победа», работали ветряная мельница, конная круподробилка. Во время Великой Отечественной войны 13 жителей погибли на фронте. В 1959 году в составе колхоза имени XXII съезда КПСС (центр — деревня Ерёмино).

## Население

### Численность
- 2004 год — 22 хозяйства, 37 жителей

### Динамика
- 1909 год — 20 жителей
- 1926 год — 30 дворов, 137 жителей
- 1959 год — 186 жителей (согласно переписи)
- 2004 год — 22 хозяйства, 37 жителей